# Lenguas mabuso
Las lenguas de Mabuso son una pequeña familia de lenguas estrechamente relacionadas en Nueva Guinea. Fueron vinculadas con las lenguas de la Costa Rai en 1951 por Arthur Capell en su familia Madang, que S. Wurm (1975) incluyó en su filo Trans-Nueva Guinea (TNG). Malcolm Ross reconstruyó los pronombres del proto-mabuso y señaló que "la integridad del grupo mabuso es bastante obvia".

## Clasificación interna
Las lenguas de mabuso incluyen dos grupos principales, las lenguas hanseman (20 lenguas) y las lenguas gum (6 lenguas) junto a estas hay dos grupos menores el grupo kokon (2 lenguas) y el grupo munit (1 lengua):
- Lenguas hanseman
  - Kare
  - Hansemann oriental: Nobonob (Garuh), Wagi (Kamba)
  - Hansemann central: Bagupi-Nake, Saruga
  - Hansemann septentrional: Garus-Rapting, Rempi-Yoidik
  - Hansemann noroccidental: Mosimo-Wamas, Samosa (incl. Murupi)
  - Hansemann surorietal (río Gogol)
    - Gogol septentrional: Matepi, Utu-Silopi
    - Gogol meridonal: Baimak, Gal, Mawan
- Mabuso meridional
  - Kokon: Girawa, Kein (Bemal)
  - Munit-Gum
    - Munit
    - Lenguas gum
      - Amele
      - Central Gum central: Bau, Gumalu, Sihan
      - Gum septentrinal: Isebe, Panim

## Comparación léxica
Los numerales en diferentes lenguas mabuso:
| GLOSA | Gum                        | Gum           | Gum       | Hansemano    | Hansemano | Hansemano | Hansemano | Kokon    | Kokon     | PROTO- MABUSO |
| GLOSA | Amele                      | Bau           | Panim     | Nobonob      | Wagi      | Gal       | Garus     | Girawa   | Kein      | PROTO- MABUSO |
| ----- | -------------------------- | ------------- | --------- | ------------ | --------- | --------- | --------- | -------- | --------- | ------------- |
| '1'   | osahiʔ, oso(l)             | osahi         | olfan     | laippu       | usih      | oti       | imtE      | karar    | ameɡia    | *             |
| '2'   | leʔis                      | elis          | elis      | aɗit         | aɾit      | arit      | ailte     | oiroroir | aliaɡ     | *ali-         |
| '3'   | ʔijed                      | ied           | ized      | ewam         | kiam      |           |           | 2+1      | ainarai   | *             |
| '4'   | wal oso                    | qalecai, sipo | ɓala-ʔɑi  | waɗele       | βalos     |           |           | 2+2      | iwanarai  | *             |
| '5'   | ebum oso                   | pesip         | mɑmaɡ-ʔɑi | taniɡ ele    | taniɡola  |           |           |          | tabkuai   | *             |
| '6'   | eben naha ɡic + osol=ʔa    | kesinup       | 5+1       | eblaih + 1   |           |           |           |          | was oliɡ  | *             |
| '7'   | eben naha ɡic + leʔis=ʔa   | etanup        | 5+2       | eblaih + 2   |           |           |           |          | kwali     | *             |
| '8'   | eben naha ɡic + ʔijed=ʔa   |               | 5+3       | eblaih kiam  |           |           |           |          | ɡuɡen     | *             |
| '9'   | eben naha ɡic + wal oso=ʔa |               | 5+4       | eblaih waɾos |           |           |           |          | sai naliu | *             |
| '10'  | eben naha naha             |               | 5+5       | eblaih + 5   |           |           |           |          | houhou    | *             |